# UFC Fight Night: Costa vs. Vettori
UFC Fight Night: Costa vs. Vettori  (conosciuto anche come UFC Fight Night 196, oppure UFC on ESPN+ 54, o anche UFC Vegas 41) è stato un evento di arti marziali miste tenuto dalla Ultimate Fighting Championship il 23 ottobre 2021 all'UFC APEX di Las Vegas, negli Stati Uniti.

## Risultati
|                  | Divisione             |                     |                 |                        | Metodo                                       | Round           | Tempo           | Premio          |
| Card Principale  | Card Principale       | Card Principale     | Card Principale | Card Principale        | Card Principale                              | Card Principale | Card Principale | Card Principale |
| ---------------- | --------------------- | ------------------- | --------------- | ---------------------- | -------------------------------------------- | --------------- | --------------- | --------------- |
|                  | Pesi mediomassimi     | Marvin Vettori      | batte           | Paulo Costa            | Decisione unanime (48–46, 48–46, 48–46)      | 5               | 5:00            | POTN            |
|                  | Pesi leggeri          | Grant Dawson        | vs.             | Ricky Glenn            | Pareggio maggioritario (29–28, 28–28, 28–28) | 3               | 5:00            |                 |
|                  | Pesi gallo femminili  | Jessica-Rose Clark  | batte           | Joselyne Edwards       | Decisione unanime (30–27, 30–27, 29–28)      | 3               | 5:00            |                 |
|                  | Pesi piuma            | Alex Caceres        | batte           | Seung Woo Choi         | Sottomissione (rear-naked choke)             | 2               | 3:31            | POTN            |
|                  | Pesi welter           | Francisco Trinaldo  | batte           | Dwight Grant           | Decisione non unanime (29–27, 27–29, 29–27)  | 3               | 5:00            |                 |
|                  | Pesi mediomassimi     | Nicolae Negumereanu | batte           | Ike Villanueva         | KO tecnico (pugni)                           | 1               | 1:18            |                 |
| Card Preliminare |                       |                     |                 |                        |                                              |                 |                 |                 |
|                  | Pesi medi             | Gregory Rodriguesi  | batte           | Jun Yong Park          | KO (pugni)                                   | 2               | 3:13            | FOTN            |
|                  | Pesi leggeri          | Mason Jones         | batte           | David Onama            | Decisione unanime (29–28, 29–28, 29–28)      | 3               | 5:00            |                 |
|                  | Pesi paglia femminili | Tabatha Ricci       | batte           | Maria de Oliveira Neta | Decisione unanime (30–27, 30–27, 30–27)      | 3               | 5:00            |                 |
|                  | Pesi medi             | Jamie Pickett       | batte           | Laureano Staropoli     | Decisione unanime (30–27, 30–27, 29–28)      | 3               | 5:00            |                 |
|                  | Pesi medi             | Jai Herbert         | batte           | Khama Worthy           | KO tecnico (pugni)                           | 1               | 2:47            |                 |
|                  | Pesi mosca            | Jeff Molina         | batte           | Daniel Lacerda         | KO tecnico (gomitate e pugni)                | 2               | 0:46            |                 |
|                  | Pesi paglia femminili | Randa Markos        | batte           | Lívia Renata Souza     | Decisione unanime (30–27, 30–27, 29–28)      | 3               | 5:00            |                 |
|                  | Pesi gallo            | Jonathan Martinez   | batte           | Zviad Lazishvili       | Decisione unanime (30–27, 29–28, 29–28)      | 3               | 5:00            |                 |

## Premi
I lottatori premiati ricevettero un bonus di 50.000 dollari.
Legenda:
- FOTN: Fight of the Night (vengono premiati entrambi gli atleti per il miglior incontro dell'evento)
- POTN: Performance of the Night (viene premiato il vincitore per la migliore performance dell'evento)